# Tatrzańskie Towarzystwo Narciarzy

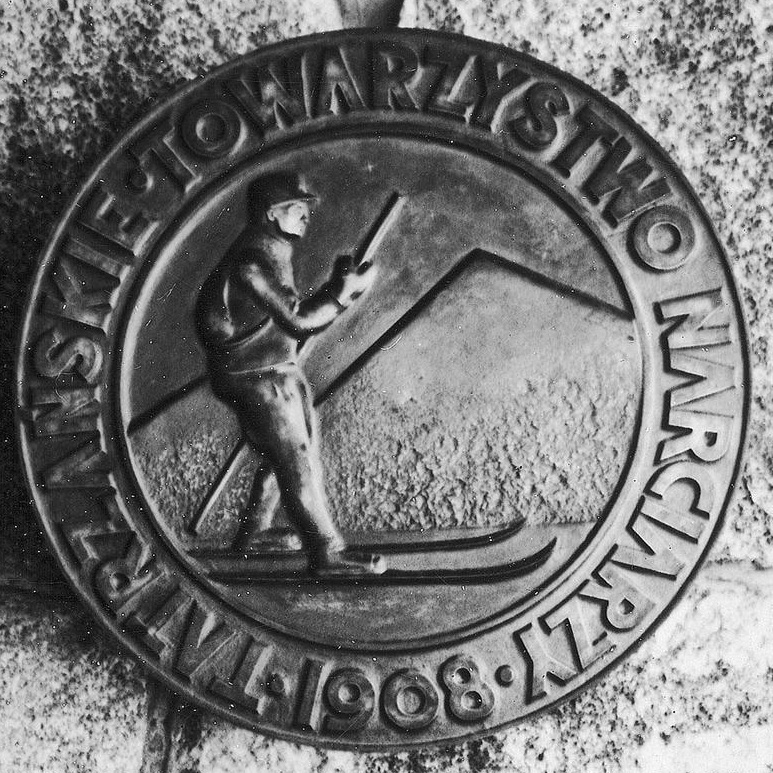
Medalion w kształcie klubowej odznaki, schronisko na Kalatówkach (1939)

Tatrzańskie Towarzystwo Narciarzy – organizacja społeczna, działająca w latach 1910–1951, mająca na celu popularyzację sportu (w szczególności narciarstwa oraz turystyki).

## Historia
Towarzystwo powstało 10 października 1910 roku w Krakowie w wyniku przekształcenia tamtejszego Koła Karpackiego Towarzystwa Narciarzy, powstałego w 1908 roku. Jego pierwszym prezesem został Jan Józef Fischer, a w skład zarządu weszli również: prof. Karol Bobrzyński (wiceprezes) oraz Aleksander Bobkowski (sekretarz). Pierwszą imprezą sportową sygnowaną przez TTN był Bieg Tatrzański, zorganizowany 26 grudnia 1910 roku.
Już w rok po powstaniu Towarzystwo rozpoczęło starania o pozyskanie własnego obiektu w górach. Początkowo wydzierżawiono należący do Michała Kamińskiego z Szaflar szałas na tatrzańskiej polanie Kalatówki. Wobec kłopotów z dzierżawą w 1912 roku rozpoczęto na Kalatówkach budowę własnego schroniska, na terenach wydzierżawionych przez hrabiego Władysława Zamoyskiego. W wyniku problemów z wykonawcą obiekt ostatecznie ukończono i otwarto w styczniu 1913 roku. Podczas I wojny światowej obiekt ucierpiał w wyniku organizowanych w nim szkoleń narciarskich dla wojska. Jego remont TTN przeprowadziło dopiero w latach powojennych.

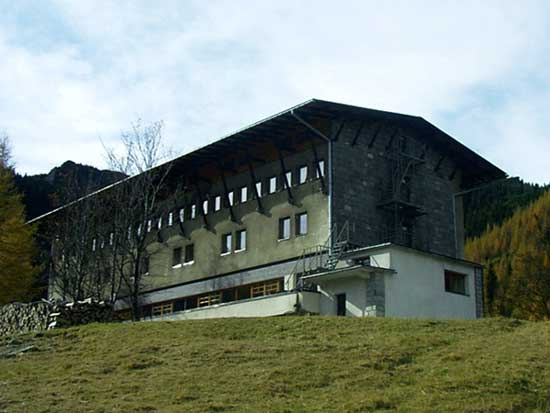
Hotel górski PTTK na Kalatówkach, wybudowany przez Tatrzańskie Towarzystwo Narciarzy

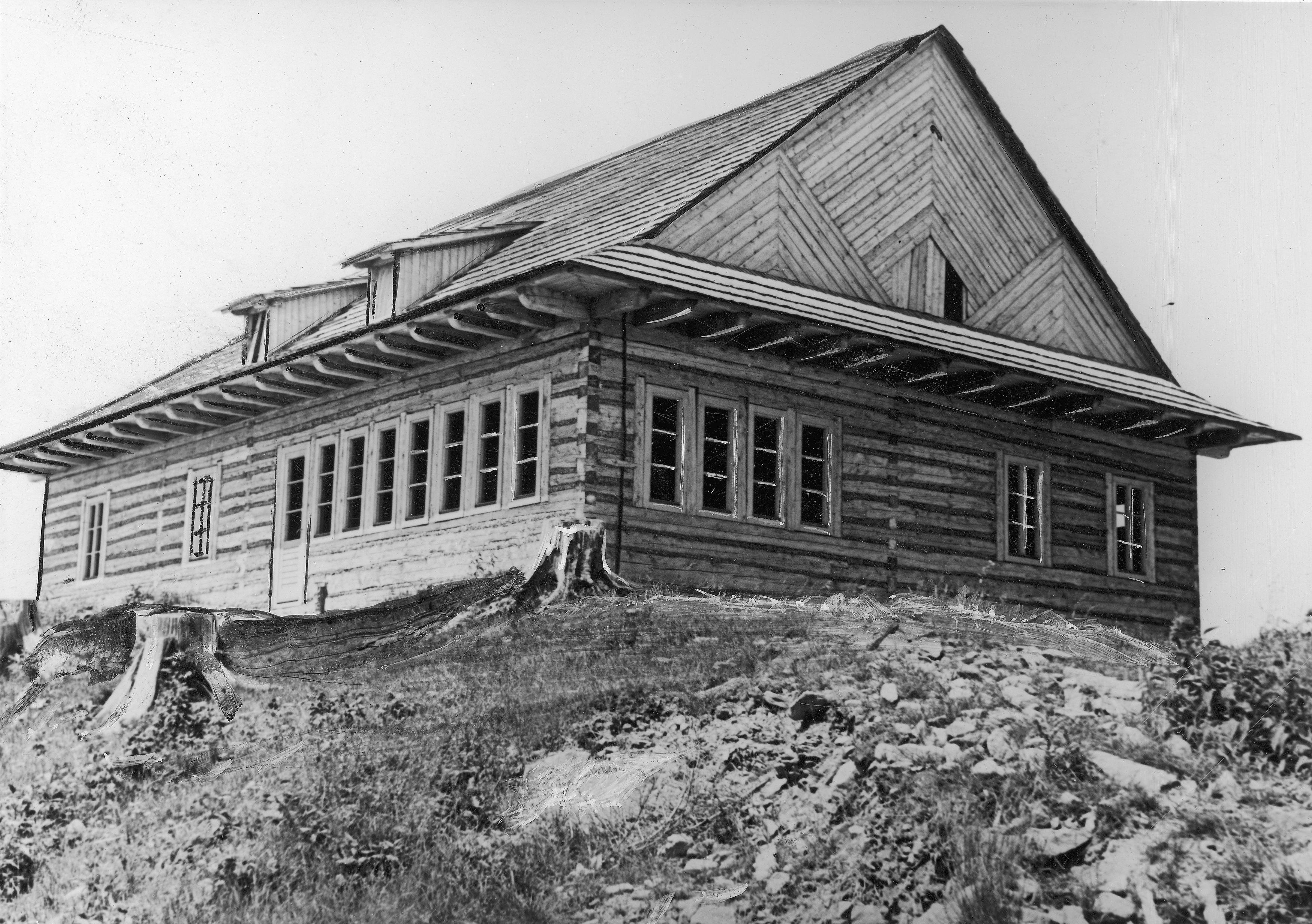
Schronisko Tatrzańskiego Towarzystwa Narciarzy na Lubaniu (NAC)

Po zakończeniu I wojny światowej i odzyskaniu przez Polskę niepodległości Towarzystwo wznowiło działalność, nadal kierowane przez Jana Fischera. W dniach 11-19 października 1919 roku jego członkowie uczestniczyli w odbywającym się w Warszawie I Zjeździe Delegatów Towarzystw Turystycznych, Krajoznawczych i Narciarskich. Natomiast 6 grudnia 1919 roku TTN przystąpiło do powołanego właśnie Polskiego Związku Narciarskiego. W 1920 roku ustanowiono delegatów Towarzystwa w Warszawie, Lwowie, Kielcach, Wadowicach, Cieszynie i Zakopanem. Z czasem rosła liczba kół TTN, organizowanych głównie przy zakładach pracy oraz zrzeszeniach zawodowych. W wyniku uchwały Walnego Zgromadzenia z dnia 29 października 1936 roku Towarzystwo – działające pod kierownictwem Aleksandra Fredry-Bonieckiego – uzyskało możliwość tworzenia oddziałów. Wkrótce oddziały takie powstały w Warszawie, Skawinie i Dąbrowie Górniczej. W 1938 roku TTN liczyło 1378 członków.
Na działalność Towarzystwa składały się przede wszystkim organizacja kursów narciarskich, wycieczek i rajdów narciarskich w różne partie gór oraz organizacja imprez sportowych (mistrzostwa Polski w narciarstwie, biegi, zawody w kombinacji norweskiej), a jego członkowie aktywnie uczestniczyli w zawodach sportowych. W 1933 roku wykonano remont i rozbudowę schroniska na Kalatówkach. Mając na uwadze zaplanowane na 1939 roku w Zakopanem narciarskie Mistrzostwa Świata, podjęto decyzję o budowie nowego schroniska na Kalatówkach. Po uporządkowaniu stanu prawnego gruntu, w ciągu pięciu miesięcy (lipiec-grudzień 1938 roku) wybudowano hotel górski na 100 miejsc noclegowych.
W 1935 roku TTN wsparło budowę przez Gustawa Pustelnika obiektu na Hali Rysiance w Beskidzie Żywieckim, w którym od 1937 roku prowadzone było schronisko turystyczne. W tym samym czasie rozpoczęto – przy wsparciu PZN – budowę schroniska na Lubaniu w Gorcach, które ukończono w 1939 roku (obiekt spłonął w 1944 roku). Ponadto TTN prowadziło dwie stacje turystyczne: w Korbielowie oraz Bukowinie Tatrzańskiej (1937).
Po II wojnie światowej Towarzystwo wznowiło działalność. Pierwsze zebranie miało miejsce jeszcze przed zakończeniem działań zbrojnych, 25 lutego 1945 roku. W marcu tego samego roku krakowski Urząd Wojewódzki zatwierdził statut TTN, co pozwoliło na odbycie 22 kwietnia 1945 roku Walnego Zgromadzenia, na którym wybrano władze: prezesem ponownie został Aleksander Fredro-Boniecki. Towarzystwo wydelegowało osobę do objęcia zarządu obiektem na Kalatówkach, który został ponownie otwarty jeszcze w tym samym roku. Rozpoczęto organizację imprez o charakterze sportowym oraz kursów narciarskich. Planowano również odbudowę schroniska na Lubaniu. TTN nie pozostał bierny wobec sytuacji politycznej w powojennej Polsce – na posiedzeniu zarządu  21 grudnia 1949 roku podjęto uchwałę uczczenia 70. rocznicy urodzin Józefa Stalina.
W dniu 28 stycznia 1951 roku w Krakowie odbył się I Organizacyjny Zjazd Delegatów Okręgu Krakowskiego Polskiego Towarzystwa Turystyczno-Krajoznawczego. Wśród delegatów na ten zjazd znaleźli się również członkowie TTN, którzy złożyli deklarację o przystąpieniu Towarzystwa do PTTK.